# ریکو لویس
ریکو مارک لویس (انگلیسی: Rico Lewis؛ زادهٔ ۲۱ نوامبر ۲۰۰۴) بازیکن فوتبال اهل انگلستان است که در پست مدافع کناری و هافبک دفاعی برای باشگاه فوتبال منچستر سیتی در لیگ برتر انگلستان بازی می‌کند.
وی همچنین در تیم‌های ملی فوتبال زیر ۱۶ سال انگلستان، زیر ۱۸ سال انگلستان و زیر ۱۹ سال انگلستان بازی کرده‌است.

## اوایل زندگی
ریکو مارک لویس در ۲۱ نوامبر ۲۰۰۴ در شهر بری، منچستر متولد شد. لویس در جوانی، از محمد علی الهام گرفته بود.

## دوران باشگاهی
لویس در سن هشت سالگی به منچسترسیتی پیوست و کاپیتان تیم زیر ۱۸ سال باشگاه برای فصل ۲۰۲۱–۲۰۲۲ بود. او برای اولین بار در اولین بازی منچسترسیتی در فصل ۲۳-۲۰۲۲ روی نیمکت سیتی قرار گرفت و یک هفته بعد، در ۱۳ اوت ۲۰۲۲، اولین بازی خود در لیگ برتر فوتبال انگلیس را در برابر باشگاه فوتبال ای‌اف‌سی بورنموث انجام داد و به عنوان یار تعویضی در دقیقه ۸۲ به‌جای کایل واکر وارد زمین شد.

## افتخارات

### باشگاهی
منچستر سیتی
- لیگ برتر انگلستان (۲): ۲۳–۲۰۲۲[۹]، ۲۴–۲۰۲۳
- جام حذفی انگلستان (۱): ۲۳–۲۰۲۲[۱۰]
  - نایب‌قهرمانی جام حذفی انگلستان (۱): ۲۴–۲۰۲۳
- جام خیریه انگلستان (۲): ۲۰۲۴
- لیگ قهرمانان اروپا (۱): ۲۳–۲۰۲۲[۱۱]
- سوپرجام اروپا (۱): ۲۰۲۳[۱۲]
- جام باشگاه‌های جهان (۱): ۲۰۲۳[۱۳]